# Johan Ehrenpreus
Johan "Hans" Ehrenpreus, född 11 november 1664 i Stockholm, död där 22 april 1740, var en svensk brukspatron och riksdagsledamot. Han var son till Hans Ehrenpreus.
Johan Ehrenpreus blev student vid Uppsala universitet 1676 och därefter faktor vid Örebro gevärsfaktori 1690. 1712 blev han inspektor över stora sjötullarna och överdirektör vid Stora sjötullen i Stockholm. 1718-1719 arrenderade han för egen räkning Stockholms sjötullar och gjorde en avsevärd vinst på hanteringen, men lyckades även dra in ökade inkomster till staten. Trots detta lyckades han inte få till stånd något nytt arrende på sjötullen. Han var ledamot för ridderskapet och adeln vid riksdagarna 1719, 1720, 1723, 1726—27, 1734 och 1738—39.
Ehrenpreus var även efter sin far ägare till Vedevågs bruk och arrendator av Stensta och Kvarnbacka bruk i Lindesbergs socken.